# Mer de Sundance
La mer de Sundance était une mer intérieure qui existait en Amérique du Nord au cours du Jurassique moyen à supérieur, durant le Mésozoïque. C'était un liaison de ce qui est maintenant l'Océan Arctique et s'étendait à travers ce qui est maintenant l'ouest du Canada jusqu'au centre-ouest des États-Unis. La mer s'est retirée lorsque les hautes terres à l'ouest ont commencé à s'élever.

## Stratigraphie
La mer de Sundance ne s'est pas produite en une seule fois ; les preuves géologiques prouvent que la mer était en fait une série de cinq transgressions marines successives - chacune séparée par un hiatus d'érosion - qui ont avancé et reculé à partir du Jurassique moyen. Les sédiments terrestres de la formation de Morrison - érodés des hautes terres montantes à l'ouest - se sont déposés au-dessus des sédiments marins de Sundance alors que la mer régressait pour la dernière fois à la fin du Jurassique,.

## Faune
La mer de Sundance était riche en plusieurs types d'animaux . les gryphées était extrêmement commun et des dents de requins ont été trouvées. En plus des poissons, des bélemnites et, dans une certaine mesure, des ammonites ont été trouvées dans les sédiments de la mer de Sundance. Crinoïdes et bivalves auraient parsemé le fond marin. Ophthalmosaurus, un grand ichtyosaure de 6 mètres de long, nageait dans les mers en utilisant ses grandes et longues mâchoires pour attraper des «calmars» de bélemnite. Pantosaurus, un plésiosaure cryptoclididé de 4,5 à 6 mètres de long, s'est attaqué aux poissons les plus faciles à attraper. 
Le plus grand reptile marin de la mer de Sundance était Megalneusaurus, un grand pliosauridé semblable au Liopleurodon. Ses fossiles ont été trouvés en Alaska et au Wyoming, qui étaient tous deux couverts par la mer de Sundance lorsqu'il était vivant.
Pendant les périodes de récession, les dinosaures et autres animaux terrestres du Jurassique fréquentaient les rives, comme en témoigne le site de suivi des dinosaures de Red Gulch près de Shell, dans le Wyoming.